# عبدالصمد خرم‌آبادی
عبدالصمد خرم‌آبادی دبیر قبلی کارگروه تعیین مصادیق محتوای مجرمانه و معاون قضایی دادستان کل کشور در امور فضای مجازی بود. وی اخیرا سمت معاون نظارت بر دادسراها وضابطین دادستان کل کشور را به قاضی عباس منصوری واگذار وبرکنار شده است.اینک وی به عنوان مشاور عالی رییس قوه قضاییه منصوب شده است 
منبع
وزارت خزانه‌داری آمریکا وی را در ۹ خرداد ۱۳۹۷ در فهرست تحریم‌های آمریکا قرار داد. اتحادیه اروپا در ۲۱ اسفند ۱۳۹۱ وی را به دلیل نقض حقوق بشر در ایران در فهرست تحریم خود قرار داد.

## سوابق
عبدالصمد خرم‌آبادی قاضی دادسرای دیوان عالی کشور است. او قبلاً قاضی دادگاه تجدید نظر استان تهران و معاون دادستان عمومی و انقلاب تهران بوده‌است. از ابتدای تشکیل کارگروه تعیین مصادیق محتوای مجرمانه در دادستانی کل کشور، از سوی دادستان کل کشور به دبیری این کار گروه منصوب گردید. در دوران دبیری وی در کارگروه تعیین مصادیق محتوای مجرمانه، سایت پیوندها بعد از گوگل و یاهو و بلاگفا به رتبه چهارم سایت‌های پربیننده در ایران ارتقاء یافته‌است.
او در ۴ مهر ۱۳۹۱ اعلام کرد به دلیل انتشار قسمتی از فیلم موهن به پیامبر اسلام در سایت یوتیوب و وابستگی این سایت به گوگل و اشتراکات فنی بین سرورهای این دو سایت و تقاضاهای مکرر مردمی در مورد جلوگیری از انتشار این فیلم موهن، برخی از سرویس‌های گوگل ازجمله جیمیل تا اطلاع ثانوی در ایران فیلتر می‌شوند.

## نقض حقوق بشر
عبدالصمد خرم‌آبادی از مسئولان مؤثر در جلوگیری از دسترسی آزادانه شهروندان به اطلاعات از طریق فیلترینگ اینترنت به عنوان دبیر کارگروه تعیین مصادیق محتوای مجرمانه می‌باشد.
تولید محتوا و استفاده از اینترنت در زندگی روزمره بشر و در چهارگوشه جهان، حق دسترسی به اینترنت را به ابزاری برای دستیابی به حق آزادی عقیده و آزادی بیان با دسترسی آزادانه و نامحدود به اطلاعات تبدیل کرده‌است تا ماده ۱۹ منشور جهانی حقوق بشر را برای حق جستجو، دریافت و به اشتراک گذاشتن اطلاعات و عقاید بدون محدودیت مرزها، به رسمیت بخشد. گزارشگران ویژه سازمان ملل متحد در آزادی بیان و تقویت و حمایت از آزادی عقیده و بیان در گزارش خود می‌نویسد: «اینترنت یکی از قدرتمندترین ابزارهای قرن بیست و یکم برای افزایش شفافیت عملکرد نهادهای قدرتمند، دسترسی به اطلاعات و تسهیل مشارکت فعال شهروندان در ساخت جوامع دموکراتیک است.»

## تحریم اتحادیه اروپا و وزارت خزانه‌داری ایالات متحده آمریکا
در ۲۱ اسفند ۱۳۹۱، اتحادیه اروپا عبدالصمد خرم‌آبادی را به دلیل نقض شدید و گسترده حقوق شهروندان ایرانی مورد تحریم قرار داد. بر پایه این تحریم او از ورود به کشورهای اتحادیه اروپا محروم می‌شود و دارایی‌های‌اش نیز در اروپا توقیف خواهند شد.
بر اساس بیانیه اتحادیه اروپا عبدالصمد خرم‌آبادی به عنوان دبیر کارگروه تعیین مصادیق محتوای مجرمانه رایانه‌ای در مسدود کردن تعداد زیادی از وب‌سایت‌های مخالف جمهوری اسلامی و همچنین ایجاد محدودیت در دسترسی به گوگل مسئول بوده است. این اتحادیه همچنین کارگروه تحت رياست خرم‌آبادی را به نقض نظام‌مند حقوق بشر در ايران به‌ ويژه از طريق مسدودسازی وب‌سايت‌ها و همچنين جلوگيری از دسترسی کاربران به اينترنت متهم کرده است. طبق این بیانیه، عبدالصمد خرم‌آبادی و مجموعه زیر نظر او  به صورت فعال در مرگ ستار بهشتی در بازداشتگاه مشارکت داشته‌اند.
در تاریخ ۹ خرداد ۱۳۹۷ وزارت خزانه‌داری ایالات متحده آمریکا در بیانیه‌ای عبدالصمد خرم‌آبادی را به نقش داشتن در «نقض جدی حقوق بشر» به واسطه سانسور اینترنت در ایران متهم کرد و او را به فهرست افراد تحت تحریم‌ خود افزود. تحریم خرم‌آبادی به آن معنی است که شهروندان و نهادهای آمریکایی حق معامله و همکاری با او را ندارند، دارایی‌های احتمالی‌اش در آمریکا بلوکه می‌‍شود و او حق سفر به آمریکا نخواهند داشت.
بر اساس بیانیه وزارت خزانه‌داری ایالات متحده آمریکا، عبدالصمد خرم‌آبادی به عنوان دبیر کمیتهٔ تعیین مصادیق محتوای مجرمانه رایانه‌ای، بر فیلترینگ و مسدود کردن دسترسی به مطالب سیاسی بر روی اینترنت نظارت داشته است. بر پایه این بیانیه  خرم‌آبادی همچنین در سال ۲۰۱۷ نیروهای بسیج را مامور کرد تا سرکوب فعالیت‌های سایبری را بر عهده بگیرند.
او با انتشار پستی در کانال خود در پیام‌رسان سروش در واکنش به تحریم اعمال شده از سوی امریکا، تحریم برخی از مسئولین فضای مجازی کشور را نشانه موفقیت آمیز بودن فیلترینگ تلگرام دانست. او ادعا کرد مسدود شدن تلگرام در ایران ضربه سختی به آمریکا وارد کرده است.